# Хоровиц, Пауль
Пауль Хоровиц (англ. Paul Horowitz, род. 1942) — американский физик, инженер-электроник.
Выпускник Гарварда 1965 года, учёные степени 1967 и 1970 годов.
В соавторстве с Уинфилдом Хиллом написал книгу «Искусство схемотехники», ставшую классическим трудом в области разработки электронных устройств.
Участвовал в программе SETI.